# تیمبرون (نیومکزیکو)
تیمبرون (به انگلیسی: Timberon) یک منطقهٔ مسکونی در ایالات متحده آمریکا است که در شهرستان آترو، نیومکزیکو واقع شده‌است. تیمبرون ۵۲٫۳ کیلومتر مربع مساحت و ۳۴۸ نفر جمعیت دارد و ۲٬۱۱۲ متر بالاتر از سطح دریا واقع شده‌است.